# Watkins (Minnesota)
Watkins is een klein plaatsje in de noordelijke Amerikaanse staat Minnesota. In het jaar 2000 had zij een bevolking van 880 personen. De oppervlakte bedraagt 1,3 km².
Watkins is de geboorteplaats van de politicus Eugene McCarthy.